# Karbeniový ion

Methylový kation

Karbeniové ionty jsou karbokationty s obecným vzorcem RR′R″C+, obsahují trojvazný uhlík s nábojem +1; tím se liší od karboniových iontů, ve kterých je uhlík naprotonován a je pětivazný. Definici obou těchto pojmů navrhl George Andrew Olah roku 1972.
Karbeniové ionty jsou velmi reaktivní, protože nemají plný elektronový oktet, některé, jako je tropyliový ion, jsou poměrně stabilní díky delokalizaci kladného náboje.

## Názvosloví
Karbeniové ionty se podle počtu uhlíkových atomů navázaných na nabitý uhlík dělí na primární (s jedním navázaným uhlíkem), sekundární (se dvěma) a terciární (se třemi navázanými uhlíky).

## Reaktivita
Stabilita karbeniových iontů obecně roste s počtem alkylových skupin navázaných na nabitý uhlík. Terciární ionty jsou stabilnější (a tedy reagují pomaleji) než sekundární, které jsou zase stabilnější než primární; tento pokles je způsoben postupně slábnoucím vlivem hyperkonjugace. Primární karbeniové ionty jsou značně nestabilní, a pokud se vytvoří, tak reakce jako SN1 reakce a E1 eliminace obvykle neprobíhají.
Pokud je však mezi ionizovaným a neutrálním uhlíkem dvojná vazba, tak dochází ke stabilizaci rezonančními strukturami. Některé kationty, například allylový (CH2=CH–CH +
2 ) nebo benzylový kation (C6H5–CH +
2 ) jsou stabilnější než většina ostatních karbokationtů a molekuly, ze kterých mohou vzniknout, jsou obzvlášť reaktivní. Karbeniové ionty mohou být také stabilizovány heteroatomy.
U karbeniových iontů někdy probíhají přesmykové reakce, při níž se málo stabilní struktury mění na stejně stabilní nebo stabilnější, a to více než 109krát za sekundu, což ztěžuje hledání způsobů přípravy mnoha sloučenin. Jako příklad lze uvést zahřívání pentan-3-olu s kyselinou chlorovodíkovou, kdy se původně vytvořený pent-3-ylový karbokation přeměňuje na směs pent-3-ylu a pent-2-ylu. Tyto kationty reagují s chloridovými anionty za vzniku směsi 3-chlorpentanu a 2-chlorpentanu v přibližném poměru 1:3.

## Druhy karbeniových iontů

### Alkyliové ionty
Karbeniové ionty lze připravit přímo z alkanů odstraněním hydridového aniontu (H−) pomocí silné kyseliny. Směs fluoridu antimoničného (SbF5) a kyseliny fluorsírové (FSO3H) přeměňuje isobutan na kation (CH3)3C+.

### Aromatické karbeniové ionty

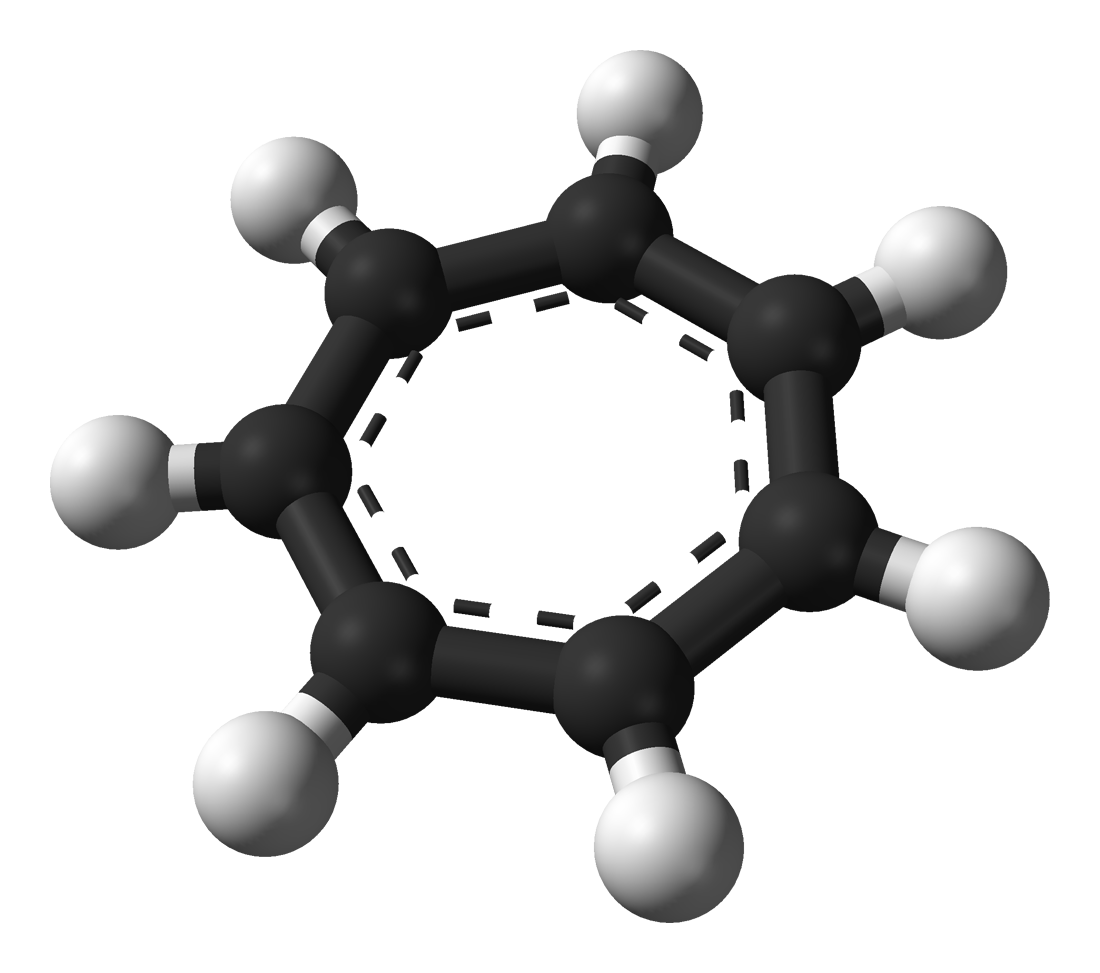
Model tropyliového kationtu

Tropyliový kation je aromatická látka se vzorcem C7H +
7 . Jeho název je odvozen od tropinu. Soli tohoto iontu, jako například tetrafluoroboritan tropylia, jsou často stabilní. Lze jej připravit z cykloheptatrienu (nazývaného také tropyliden) a bromu chloridu fosforečného. Je to ion s rovinnou sedmiúhelníkovou molekulou, má také 6 (tedy 4 n + 2) π elektronů, čímž splňuje Hückelovo pravidlo aromaticity. Může jakožto ligand vytvářet komplexní sloučeniny s atomy kovů.
Znázorněný vzorec odpovídá kombinaci sedmi rezonančních struktur, z nichž každá přenáší část kladného náboje.
V roce 1891 byla připravena ve vodě rozpustná sůl reakcí cykloheptatrienu a bromu. Její struktura byla zjištěna roku 1954.
Dalším stabilním karbokationtem je cyklopropeniový ion (C3H +
3 ), který byl připraven roku 1970. I když je méně stabilní než tropyliový kation, tak též vytváří soli za pokojové teploty. Roztoky některých z těchto solí mají spektroskopické a chemické vlastnosti, které se očekávají od aromatických karbeniových iontů.

### Trifenylmethylový (tritylový) kation
Trifenylmethylový kation ([C(C6H5)3]+), nazývaný také trimethylkarbenium, je velmi stabilní, protože je u něj kladný náboj rozdělen mezi 10 atomů uhlíku (po třech v polohách ortho a para každé fenylové skupiny a jeden na centrálním atomu). Ke známým sloučeninám tohoto iontu patří hexafluorfosforečnan ([C(C6H5)3]|+[PF6]−), tetrafluorboritan ([C(C6H5)3]|+[BF4]− a chloristan ([C(C6H5)3]|+[ClO4]−. Mezi jeho deriváty patří například triarylmethanová barviva.

### Areniové ioty

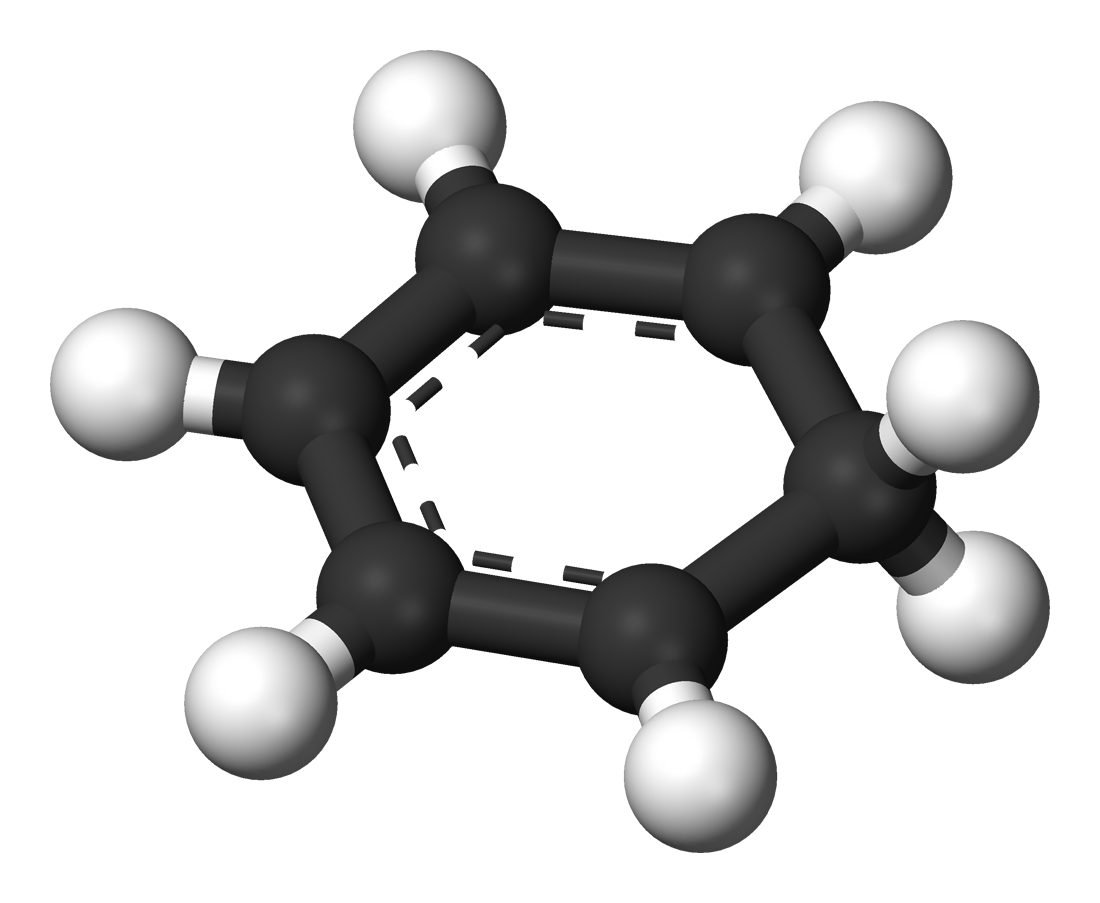
Model molekuly benzeniového iontu

Areniové ionty jsou cyklohexadienylové kationty nebo jejich deriváty, které jsou reaktivními meziprodukty při elektrofilních aromatických substitucích. Také= se nazývají Whelandovy meziprodukty nebo σ komplexy.
Dva vodíkové atomy navázané na uhlík se nacházejí v rovině kolmé na rovinu benzenového jádra. Areniový ion není aromatická látka, díky delokalizaci je ovšem poměrně stabilní; kladný náboj je delokalizován přes pět atomů vytvářejících π systém:
Stabilita areniových iontů je také ovlivňována silnými vazbami mezi benzenem a komplexním elektrofilem.
Nejjednodušším areniovým ionten je protonovaný benzen (C6H +
7 ). Benzeniový ion lze izolovat, pokud je benzen protonován karboranovou superkyselinou, H(CB11H(CH3)5Br6). Vzniklá krystalická benzeniová sůl je stabilní při teplotách do 150 °C. Délky vazeb zjištěné pomocí rentgenové krystalografie odpovídá struktuře cyklohexadienylového kationtu.

### Acyliové ionty
Acyliové ionty jsou ionty s obecným vzorcem RCO+. Jejich struktura se popisuje pomocí vzorců R−C≡O+ nebo R−C+-O. Jedná se o obdobu acylových kationtů, ovšem jejich struktura je jiná; kyslík a uhlík jsou spojeny trojnou vazbou. Některé se běžně objevují jako meziprodukty reakcí, kterými jsou například Friedelovy–Craftsovy reakce nebo Hajašiho přesmyk. Soli těchto iontů lze připravit odstraněním halogenidové skupiny z acylhalogenidů:
RCOCl + SbCl5 → RCO+SbCl -
6 
Vazba C–O má u těchto iontů délku kolem 110 pm, je tedy kratší než v molekule oxidu uhelnatého. Acyliové kationty jsou typickými fragmenty pozorovatelnými v EI hmotnostních spektrech ketonů.